# Gare de Paris-Bercy-Bourgogne-Pays d'Auvergne
La gare de Paris-Bercy-Bourgogne-Pays d'Auvergne, anciennement gare de Paris-Bercy (jusqu'au 13 septembre 2016), est une gare ferroviaire française de la Société nationale des chemins de fer français (SNCF), située dans le quartier de Bercy, au sein du 12e arrondissement de Paris.
Elle constitue une annexe de Paris-Gare-de-Lyon, dont elle dépend administrativement, et dessert une partie du même réseau (gares établies sur la ligne de Paris-Lyon à Marseille-Saint-Charles, ainsi que sur d'autres lignes s'y embranchant). Initialement ouverte comme un terminal auto-train (construit à l'emplacement d'une gare de marchandises), son rôle consiste désormais à éviter la saturation de la gare de Lyon (en accueillant les services commerciaux Intercités et TER).

## Situation ferroviaire
Établie en cul-de-sac à proximité de Paris-Gare-de-Lyon, la gare de Paris-Bercy-Bourgogne-Pays d'Auvergne est officiellement rattachée à la ligne no 830 000 de Paris-Lyon à Marseille-Saint-Charles ; son point kilométrique (PK) est 0,838,, et son altitude est de 38 mètres.

## Histoire

### Gare de marchandises
La gare de marchandises de Bercy est établie, sur le territoire de l'ancienne commune de Bercy, dès l'ouverture de la ligne en 1849.
La gare dessert les entrepôts de Bercy, par des embranchements qui constituent un réseau comprenant 9,48 kilomètres de voies et 42 plaques tournantes. Le vin était transporté dans des tonneaux placés sur des wagons plats, puis par wagons-foudres (20 000 étaient en service en 1910 et encore 8 850 en 1945). Les manœuvres dans le domaine des chais étaient assurées par des chevaux, puis par des locotracteurs Latil. Avant leur disparition totale en 1993, les entrepôts déclinent à partir des années 1960, ce qui entraîne la reconversion du site en gare du service auto-train dans les années 1970.

### Service auto-train
Construite et mise en service en 1977, avec de nouvelles installations, la gare actuelle est donc initialement spécialisée dans le service auto-train, qui prend en charge les véhicules des voyageurs (voitures, motos, scooters…) afin de permettre leur acheminement jusqu'à une autre gare disposant des équipements adéquats. En juin 2001, à la suite de la fermeture du terminal de Tolbiac, la gare de Bercy récupère les auto-trains du réseau Sud-Ouest de la SNCF.
Les trains auto-couchettes, permettant de transporter les véhicules et les voyageurs dans un même convoi, n'existaient plus ; les trains au départ de Bercy (desservant les gares d'Avignon-Sud, de Marseille-Saint-Charles, de Toulon, de Fréjus - Saint-Raphaël et de Nice-Ville), avant leur suppression effectuée le 14 décembre 2019, étaient donc composés uniquement de wagons porte-automobiles.

Installations du terminal auto-train
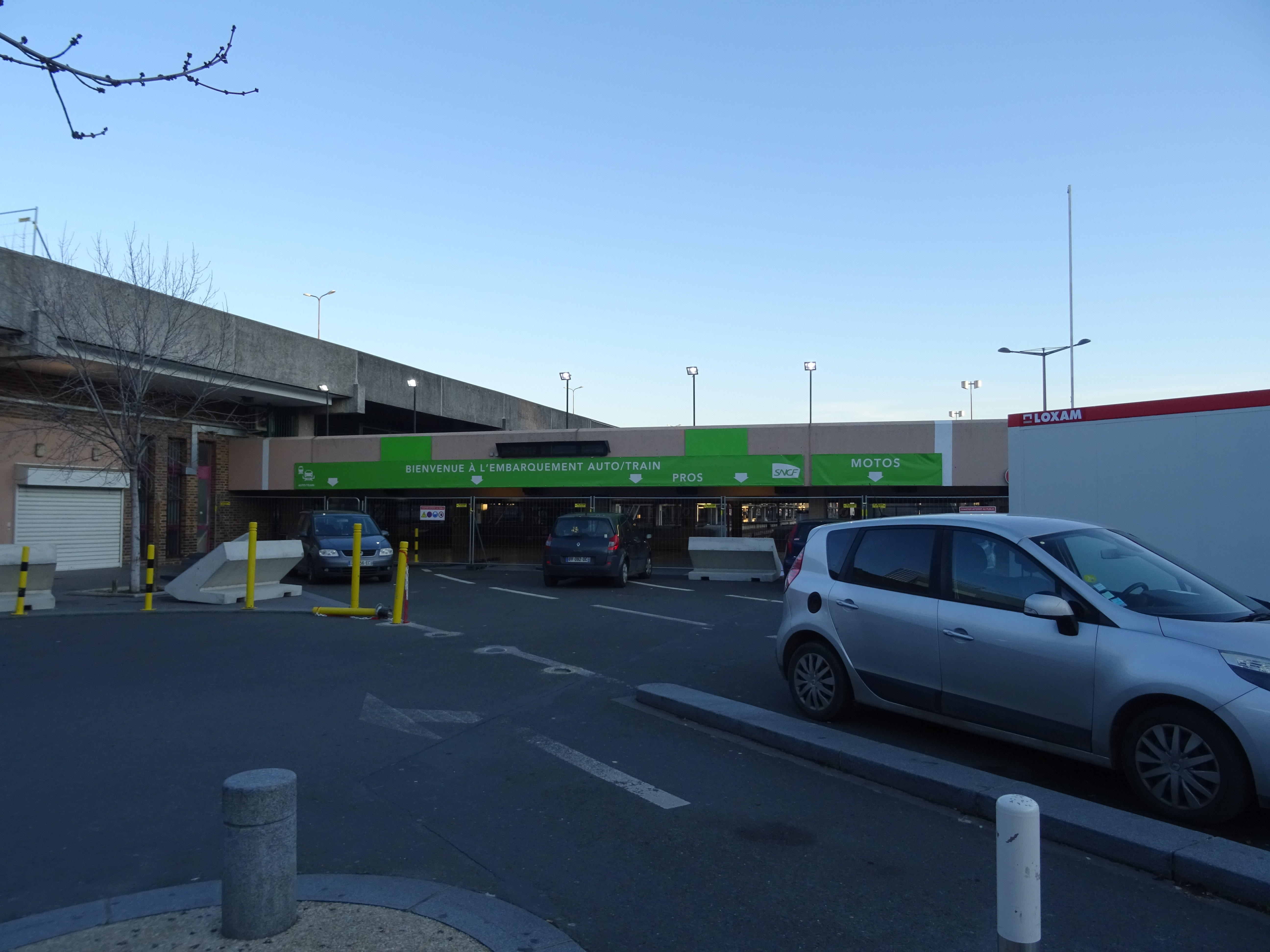
Entrée, en décembre 2019.
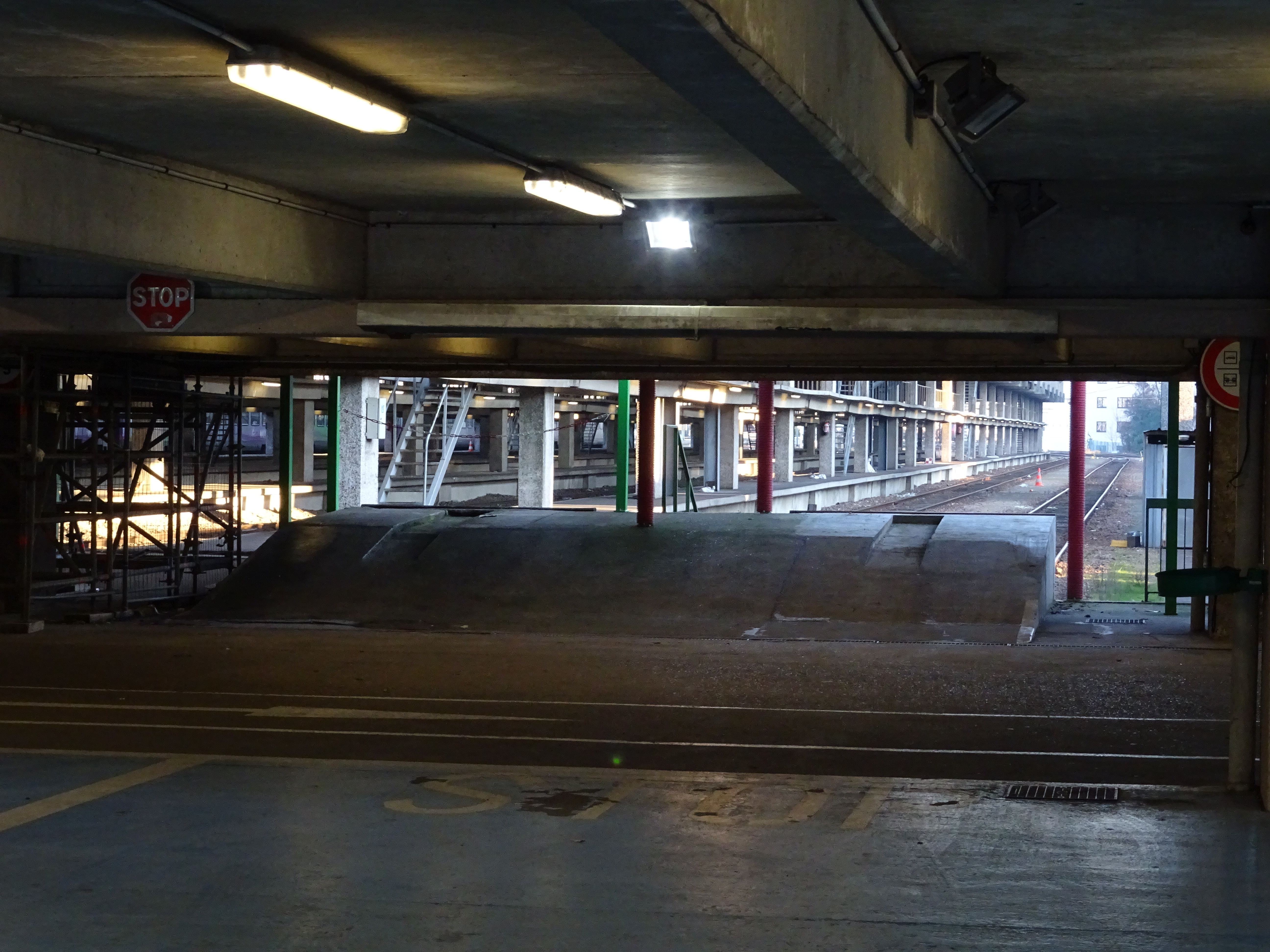
Rampe d'accès à deux voies, également en décembre 2019.
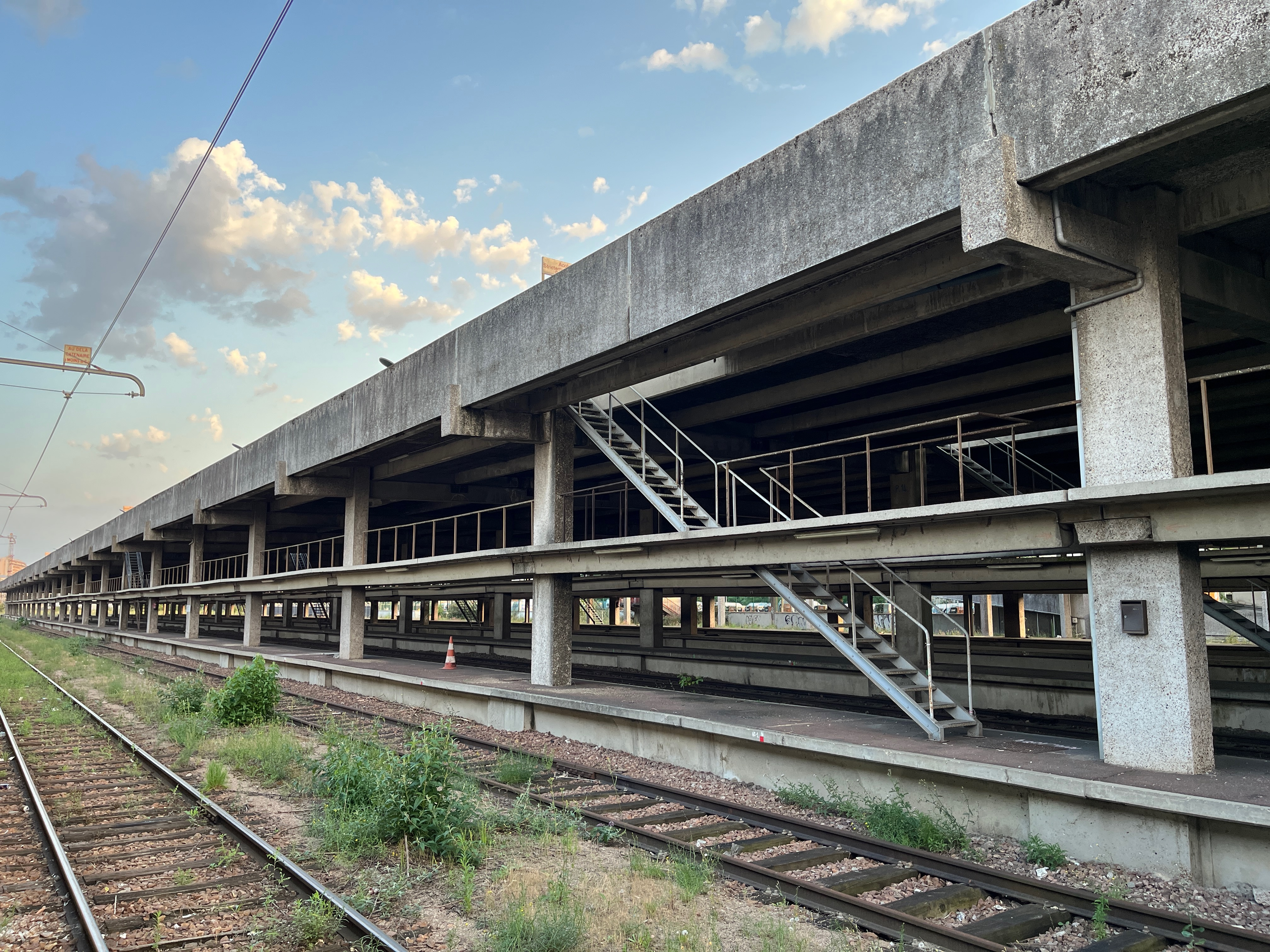
Aperçu des quais, en juillet 2024.

### Autres trafics
Courant 2002, les quatre trains de nuit quotidiens en provenance ou au départ de l'Italie, ainsi que des liaisons TER en direction du Morvan, sont transférés dans cette gare. Vers 2005, un train Transilien pour Montereau est mis en route, du lundi au vendredi, afin de créer une alternative à la saturation guettant la gare de Lyon aux heures de pointe.
Le 14 décembre 2008 marque un nouveau tournant : la saturation progressive de la gare de Lyon oblige la SNCF à reporter la majorité des TER Bourgogne, ainsi que les trains Corail Intercités pour Nevers, sur ce site. Ne restent alors à Paris-Lyon que les TER omnibus pour Laroche - Migennes. En contrepartie, le service Transilien est exclu de Paris-Bercy.
En 2011, dans l'optique du développement de la gare, des travaux sont réalisés : refonte de la signalétique, aménagement du hall (chauffé), avec installation d'un nouveau commerce (« Eat'Shop »). Des portes automatiques sont installées à son entrée.
Le 11 décembre 2011 marque la fin d'Artesia et des relations vers Venise, qui se font dorénavant depuis la gare de Lyon par la compagnie privée Thello (néanmoins, le train concerné est supprimé en 2020) ; Paris-Bercy perd donc son statut de gare ferroviaire internationale. Par ailleurs, des TER circulent désormais jusqu'à Lyon.
Avec le lancement du service d'autocars initialement appelé iDBUS par la SNCF, Paris-Bercy retrouve des destinations internationales (Londres, Bruxelles et Amsterdam, puis Turin et Milan) à partir du 23 juillet 2012. Toutefois, le point d'arrêt de ces autocars est déplacé à la gare routière de Bercy-Seine le 7 janvier 2019.
En octobre 2012, des travaux d'aménagement piétonnier de l'esplanade de la gare sont engagés, avec création d'un flux voyageurs indépendant de l'espace taxis et de la dépose-minute, pour plus de sécurité.

#### Trains Paris – Clermont-Ferrand
L'origine / destination des trains Téoz de la ligne Paris - Clermont-Ferrand est reportée une première fois de la gare de Lyon à celle de Bercy à l'occasion du service d'hiver 2011, débutant le 12 décembre 2010. Selon les précisions de la SNCF, ce changement temporaire a pour origine des travaux à la gare de Lyon. Le retour dans cette dernière est réalisé le 3 juillet 2011, à l'occasion du service d'été 2011. Cependant, RFF et la SNCF indiquent que la gare de Bercy redeviendra le terminus, cette fois-ci définitif, des trains concernés à compter du service annuel 2012 (débutant le 11 décembre 2011), en se justifiant par l'impossibilité de les accueillir à la gare de Lyon à la suite de l'ouverture de la LGV Rhin-Rhône.
Cette initiative fait l'objet d'une protestation officielle de René Souchon (président du conseil régional d'Auvergne), qui estime, dans un courrier adressé à Guillaume Pepy (président de la SNCF), que cette gare « secondaire » n'apporte que des services et un confort « restreints ». En mars 2014, le Conseil d'État rejette un pourvoi d'usagers (ayant initialement saisi le tribunal administratif de Paris) concernant le retour des trains Clermont-Ferrand – Paris en gare de Lyon, invoquant la saturation de cette dernière en raison de ses contraintes d'exploitation ; la décision de RFF (qui attribue les sillons sur le réseau ferré national) d'effectuer le transfert à Paris-Bercy est « de nature à prévenir les aléas d’exploitation liés à cette saturation ».

## Fréquentation
En 2024, selon les estimations de SNCF, la fréquentation annuelle de la gare est de 5 504 359 voyageurs. Ce nombre s'élève à 5 073 990 voyageurs pour 2023, à 4 764 857 en 2022, 3 347 427 en 2021, 2 493 266 en 2020, 4 318 464 en 2019, 3 983 108 en 2018, 4 003 278 en 2017, 3 702 383 en 2016 et 3 823 448 en 2015.

## Service des voyageurs

### Accueil
La gare dispose de trois commerces de type « snack », d'un kiosque de vente de journaux, de guichets pour la vente de billets (ouverts tous les jours), de distributeurs automatiques de titres de transport, d'un espace « accueil », de toilettes (payantes) et également d'un salon d'attente au premier étage.

### Desserte

Les différentes zones desservies en fonction de la gare parisienne d'origine (en 2014) ; celle de la gare de Bercy est en cyan (exclusivement) ou cyan-bleu (avec la gare de Lyon).

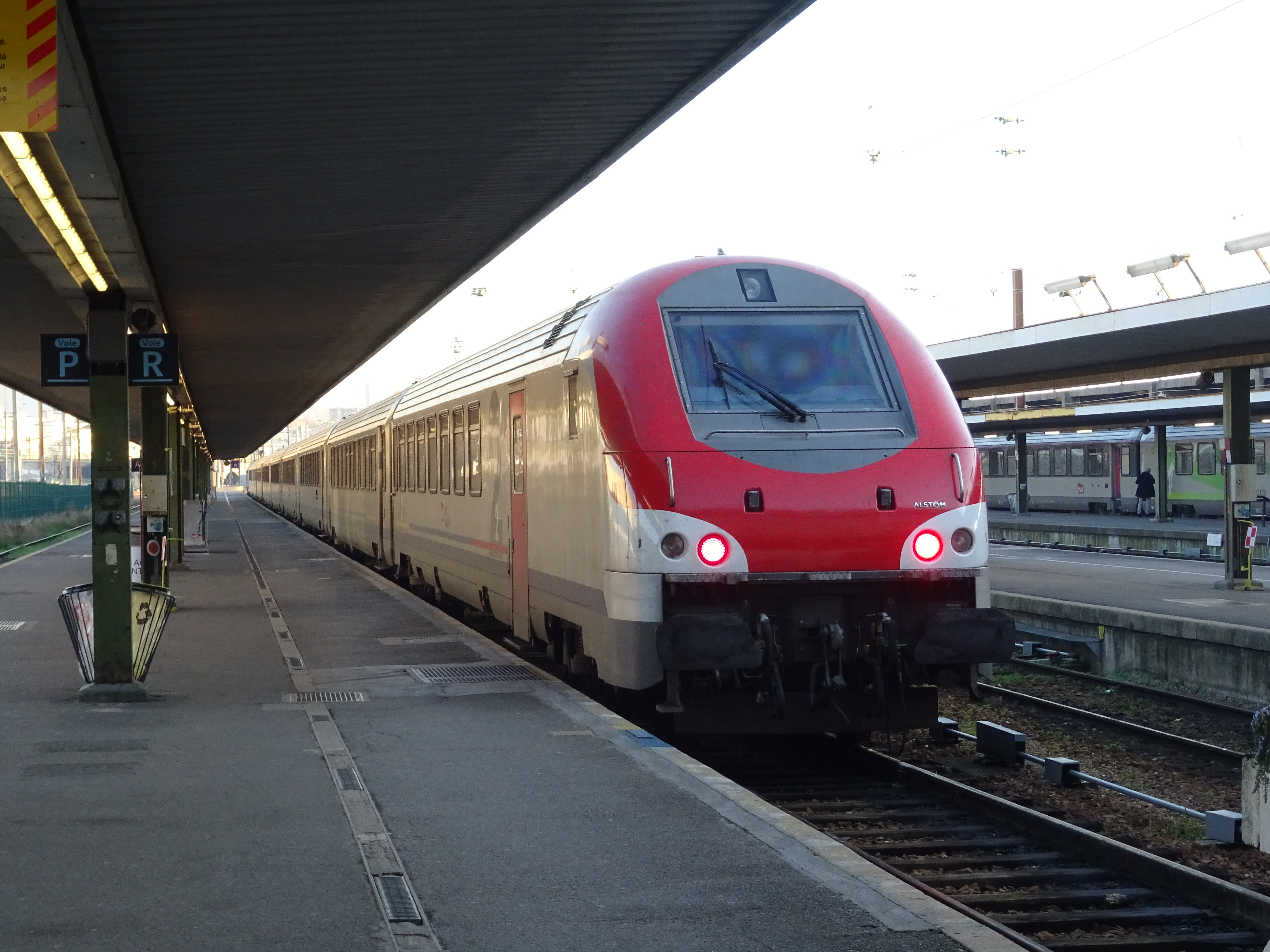
Un des quais, avec une rame TER.

La gare est desservie par les trains suivants :
- Intercités vers Clermont-Ferrand, via Nevers, Moulins-sur-Allier, Vichy et Riom - Châtel-Guyon ;
- TER Bourgogne-Franche-Comté : vers Dijon-Ville voire Lyon-Part-Dieu (ou Lyon-Perrache), Laroche - Migennes, Auxerre-Saint-Gervais, Avallon, Clamecy ou Corbigny ;
- TER Centre-Val de Loire : vers Nevers, via Montargis et Cosne-sur-Loire.

À ces dessertes régulières peuvent s'ajouter :
- des trains spéciaux, notamment des convois affrétés pour des groupes (scolaires, colonies de vacances, supporters…), assurés aussi bien en TGV qu'avec des rames du service Intercités. De la même manière, Paris-Bercy peut servir de gare de délestage en cas de grosses perturbations (ou de travaux) en gare d'Austerlitz, en accueillant les Intercités et les TER desservant habituellement cette dernière[15] ;
- le Pullman Orient-Express : dîners-voyages (mis en place uniquement sur réservation)[16].

### Intermodalité
- La station de métro Bercy, où se croisent les lignes 6 et 14, est située à 300 mètres de la gare.
- Elle est desservie (par l'intermédiaire de l'arrêt Gare de Bercy) par les lignes 24, 71, 77, 87 et 215 du réseau de bus RATP, et, la nuit, par les lignes N32 et N35 du réseau de bus Noctilien.
- Une station Vélib' est située au pied de la gare.
- Un cheminement piétons permet de rejoindre la gare de Lyon.

## À proximité
- Palais omnisports de Paris-Bercy (Accor Arena)
- Ministère de l'Économie et des Finances
- Parc de Bercy
- Cinémathèque française